# Al-'Aṣr

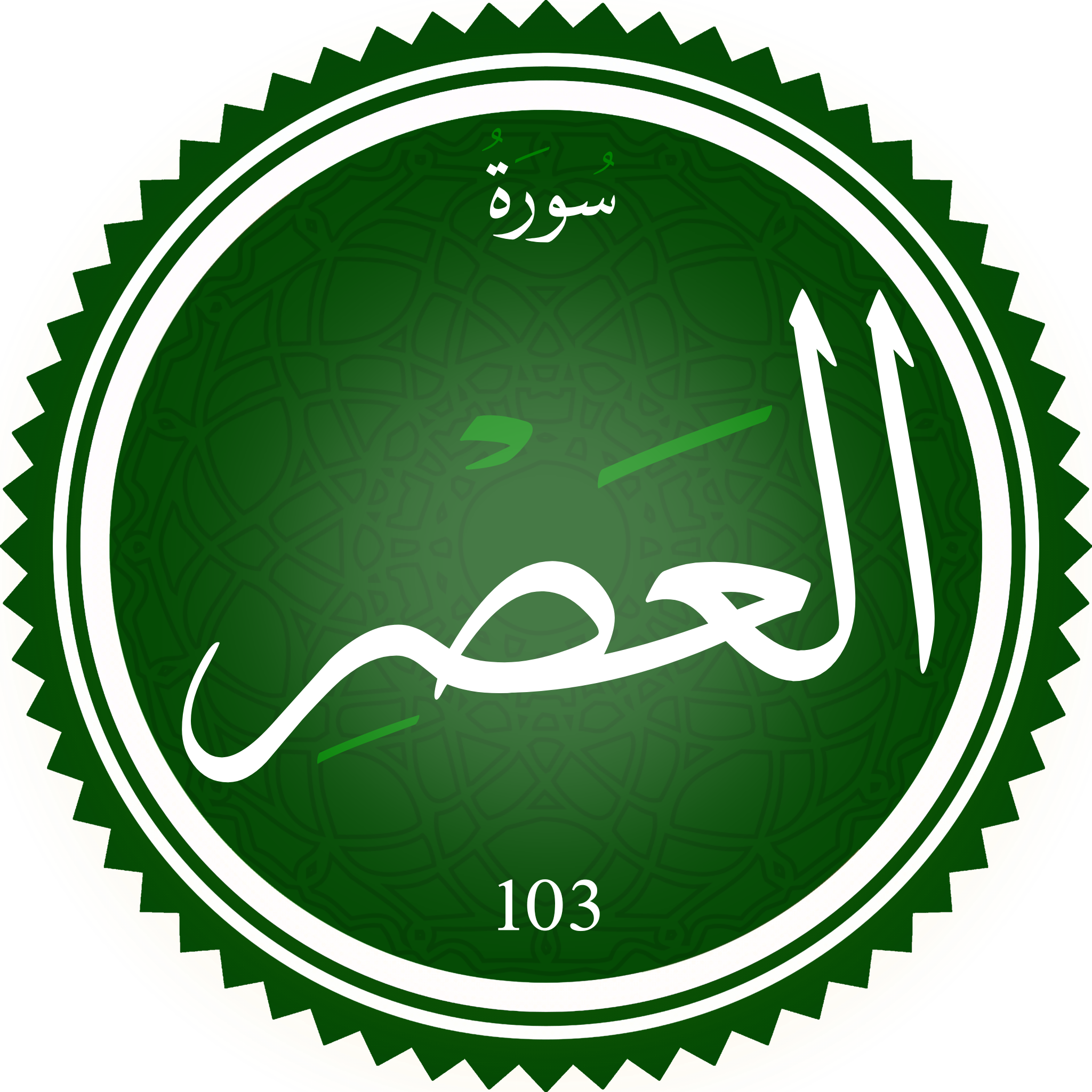
Sura al-Asr.

Al-'Aṣr (arabiska: سورة العصر, " Den flyende tiden") är den etthundratredje suran (kapitlet) i Koranen med 3 ayat (verser). Den skall ha uppenbarat sig för profeten Muhammed under hans tid i Mekka.
Nedan följer surans verser i översättning från arabiska till svenska av Mohammed Knut Bernström. Översättningen har erhållit officiellt godkännande från det anrika al-Azhar-universitetets islamiska forskningsinstitution.

## Den flyende tiden
I Guds, den Nåderikes, den Barmhärtiges namn!
1. VID DEN flyende tiden!
2. Människan förbereder helt visst sin egen undergång,
3. utom de som tror och lever ett rättskaffens liv / och råder varandra [att hålla fast vid] sanningen och råder varandra [att bära motgång med] tålamod.